# Дипломатические представительства в Республике Конго

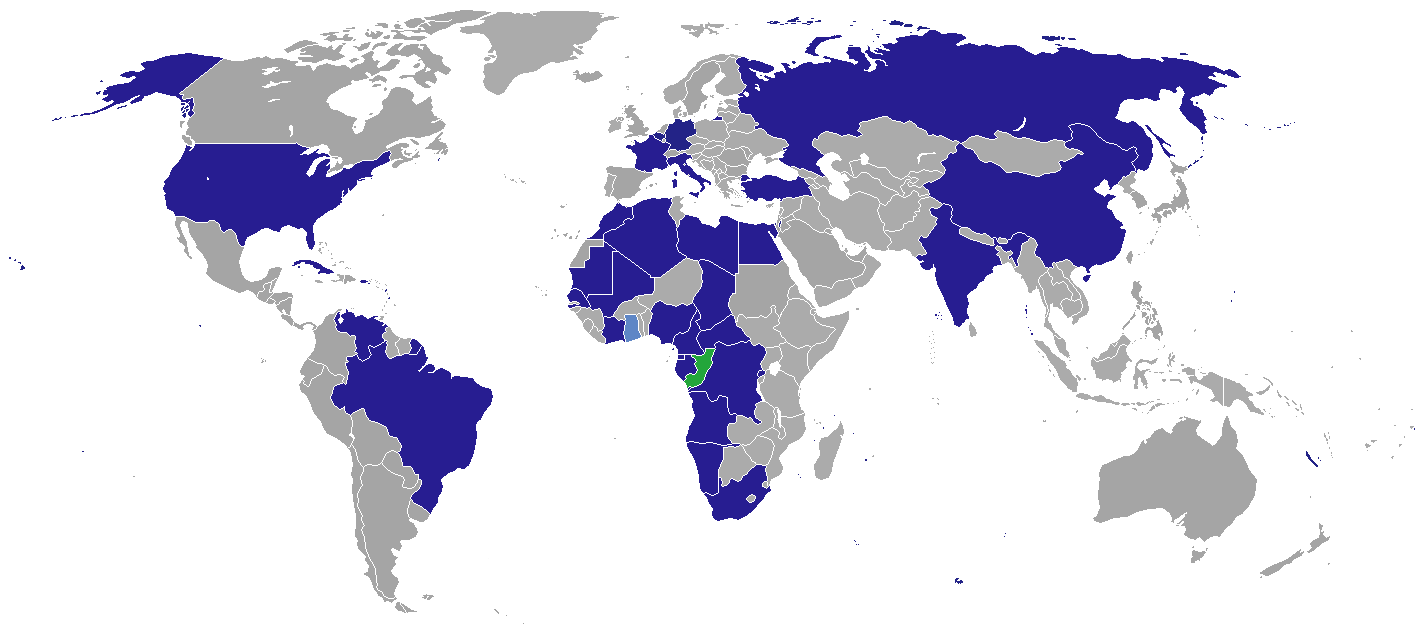
Дипломатические представительства в Республике Конго

Это список дипломатических миссий в Республике Конго, также известной как Конго-Браззавиль. В настоящее время в столице Браззавиле находится 31 посольство. Несколько других стран аккредитовали послов из других столиц.

## Дипломатические представительства вБраззавиле

### Посольства[1]
- Алжир
- Ангола
- Бельгия
- Бразилия
- Камерун
- ЦАР
- Чад
- Китай
- ДР Конго
- Куба
- Египет
- Экваториальная Гвинея
- Франция
- Габон
- Германия
- Святой Престол
- Индия
- Италия
- Ливия
- Мавритания
- Намибия
- Нигерия
- Государство Палестина
- Россия
- Руанда
- ЮАР
- Сенегал
- Мальтийский орден
- Турция
- США
- Венесуэла

### Другие представительства/делегации
- Европейский союз (делегации)

## Консульские представительства

### Лубомо[2]
- Ангола (Генеральное консульство)

### Весо[3]
- Камерун (Консульство)

### Пуэнт-Нуар[2]
- Ангола (Генеральное консульство)
- Франция (Генеральное консульство)
- Сенегал (Генеральное консульство)

## Представительства в других странах, послы которых аккредитованы в Конго-Браззавиль
В данном разделе перечислены дипломатические представительства иностранных государств, находящиеся в других странах, однако, чья юрисдикция распространяется также и на территорию Республики Конго

### Резидент вАбуджа,Нигерия[4][5]
- Аргентина
- Австралия
- Чехия
- Мексика
- Сьерра-Леоне
- Таиланд

### Резидент вКиншаса,ДР Конго[6][6]
- Канада
- Греция
- Иран
- Япония
- Кения
- Либерия
- Марокко
- Нидерланды
- Португалия
- Республика Корея
- Испания
- Швеция
- Швейцария
- Танзания
- Тунис
- Уганда
- Великобритания
- Замбия
- Зимбабве

### Резидент вЛуанда,Ангола[7]
- Болгария
- Мозамбик
- Норвегия
- Польша
- Румыния
- Сербия
- Вьетнам

### Резидент в других городах[8][9][10]
- Австрия (Аддис-Абеба)
- Хорватия (Париж)
- Дания (Котону)
- Индонезия (Яунде)
- Израиль (Яунде)
- Мали (Либревиль)
- Малайзия (Виндхук)
- Мальта (Валлетта)
- Пакистан (Дар-эс-Салам)
- Саудовская Аравия (Либревиль)
- Сан-Томе и Принсипи (Либревиль)
- Словакия (Найроби)

## Закрытые представительства
| Город      | Страна       | Представительство | Год закрытия |        |
| ---------- | ------------ | ----------------- | ------------ | ------ |
| Браззавиль | Чехословакия | Посольство        | 1969         | [ 11 ] |

## Примечание
1. ↑  Adresse et heures d'ouverture (фр.). La Belgique en Congo-Brazzaville (13 июля 2015). Дата обращения: 30 апреля 2023. Архивировано 23 ноября 2021 года.
2. 1 2  Ambassades et Consulats camerounais à l'étranger. web.archive.org (17 октября 2018). Дата обращения: 30 апреля 2023. Архивировано из оригинала 17 октября 2018 года.
3. ↑  Embassy of the Czech Republic in Abuja is also accredited for the Democratic Republic of the Congo, the Republic of the Congo, the Central African Republic and Gabonese Republic, beginning February 1, 2011 | Embassy of the Czech Republic in Abuja. web.archive.org (8 октября 2011). Дата обращения: 30 апреля 2023. Архивировано 8 октября 2011 года.
4. ↑  Inicio. embamex.sre.gob.mx. Дата обращения: 30 апреля 2023. Архивировано 24 ноября 2021 года.
5. ↑  L'Ambassade du Japon en RDC. web.archive.org (9 декабря 2012). Дата обращения: 30 апреля 2023. Архивировано из оригинала 9 декабря 2012 года.
6. 1 2  index Down. web.archive.org (19 октября 2013). Дата обращения: 30 апреля 2023. Архивировано 19 октября 2013 года.
7. ↑  Polskie plac�wki dyplomatyczne za granic� - baza teleadresowa. web.archive.org (21 марта 2012). Дата обращения: 30 апреля 2023. Архивировано из оригинала 21 марта 2012 года.
8. ↑  Außenministerium Österreich -> Österreichische Vertretungen. web.archive.org (23 мая 2011). Дата обращения: 30 апреля 2023. Архивировано из оригинала 23 мая 2011 года.
9. ↑  Missions Diplomatiques et Consulaires du Mali à l'Extérieur. web.archive.org. Дата обращения: 30 апреля 2023. Архивировано 20 июня 2010 года.
10. ↑  List of Diplomatic Missions of the Slovak Republic | Slovak Diplomatic Missions | Ministry | Ministry of foreign affairs of the Slovak Republic. web.archive.org (25 августа 2011). Дата обращения: 30 апреля 2023. Архивировано 25 августа 2011 года.
11. ↑  Wayback Machine. web.archive.org (4 апреля 2023). Дата обращения: 30 апреля 2023. Архивировано 4 апреля 2023 года.